# Gornje Raštane
Gornje Raštane est un village de la municipalité de Sveti Filip i Jakov (Comitat de Zadar) en Croatie. Au recensement de 2011, le village comptait 456 habitants.